# Samba in Your Casa
Samba in Your Casa è il quarto album di studio della band britannica pop/jazz/soul/dance dei Matt Bianco, pubblicato nel 1991. Si tratta del loro primo long playing per l'etichetta East West Records, ed è uscito un anno dopo il loro primo Greatest Hits per la WEA Records, il Numero 49 britannico The Best of Matt Bianco, e tre anni dopo il terzo album di inediti di studio, il Numero 23 Indigo, quest'ultimo contenente il loro più grande successo UK a 45 giri, il singolo dance doppio lato A "Don't Blame It on That Girl"/"Wap-Bam-Boogie", Numero 11 in Gran Bretagna. A differenza dei primi lavori del gruppo, tipicamente jazz e soul, l'album del 1991 è più orientato al cosiddetto Latin pop, alla dance e alla musica elettronica, e non raggiunge un grande successo commerciale in Europa, dando invece inizio a una diffusione capillare del duo in Giappone e in Asia, dove sposteranno la propria attività dall'inizio degli anni novanta, con una buona accoglienza anche in Germania, uno dei pochi paesi europei che non dimenticherà mai i Matt Bianco. L'LP viene principalmente promosso dal singolo Macumba e dalla title track, Samba in Your Casa, inclusa come lato B sul secondo singolo, una cover di What a Fool Believes, classico di Kenny Loggins e Michael McDonald, che non otterrà comunque molti passaggi radio - questo singolo contiene anche Say It's Not Too Late, l'ultimo estratto dal precedente album di studio, il citato Indigo del 1988, il loro 33 giri di maggior successo nella madrepatria. Il primo singolo, invece, oltre a due diversi remix di Macumba, entrambi realizzati da Bobby Summerfield, comprende anche un nuovo remix di Wap-Bam-Boogie, curato dal mixmaster Phil Harding e da Ian Curnow, popolari membri della scuderia Stock, Aitken & Waterman e punto di collegamento tra i Matt Bianco e Basia, il duo formato da Basia Trzetrzelewska e Danny White, che formavano con Mark Reilly il trio originario dei Matt Bianco, nel 1983-1984.

## Tracce
1. You're the Rhythm (Fisher/Reilly) - 4:21
2. Macumba (Diaz Jr/Gil/Liminha/Reilly/Velosa) - 4:21
3. Let It Whip (Leon "Ndugu" Chancler/Reggie Andrews) - 4:53
4. Strange Town (Fisher/Reilly) - 4:16
5. The Night Has Just Begun (Fisher/Reilly) - 3:53
6. True Love (Fisher/Reilly) - 4:38
7. What a Fool Believes (Loggins/McDonald) - 4:25
8. Lady of My Mind (Fisher/Reilly) - 3:53
9. You're the Rhythm (Brazil) (Fisher/Reilly) - 3:52
10. Samba in Your Casa (Fisher/Reilly) - 4:50

## Singoli estratti dall'album
- Macumba

1. Macumba - 3.29
2. Macumba (Que Rumba Mix) - 4.49 [remix di Bobby Summerfield]
3. Wap-Bam-Boogie (The Sok It to Me Mix) - 6.32 [remix di Phil Harding & Ian Curnow]
4. Macumba (Dub Version) - 4.54 [remix di Bobby Summerfield]

- What a Fool Believes

1. What a Fool Believes - 4.23
2. Say It's Not Too Late - 4:56
3. Samba in Your Casa (Cashassa Mix) - 5.20 [remix di Bobby Summerfield]